# Dipoena tingo
Dipoena tingo är en spindelart som beskrevs av Claude Lévi 1963. Dipoena tingo ingår i släktet Dipoena och familjen klotspindlar. Inga underarter finns listade i Catalogue of Life.